# Ляоси (провинция)

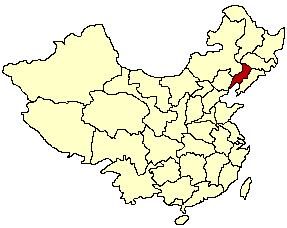
Провинция Ляоси (1949—1954)

Ляоси́ (кит. упр. 辽西) — провинция КНР, существовавшая в 1949—1954 годах. Название провинции означало «к западу (си) от реки Ляо».
Провинция Ляоси была образована 21 апреля 1949 года из частей расформированных провинций Ляобэй и Ляонин, столицей новосозданной провинции стал город Цзиньчжоу.
В 1952 году городской округ Шаньхайгуань был передан из состава провинции Ляоси в состав провинции Хэбэй.
19 июня 1954 года провинция Ляоси была слита с провинцией Ляодун в провинцию Ляонин; входившие в её состав город Сыпин и уезды Лишу и Шуанляо вошли в состав провинции Гирин (впоследствии они вошли в состав городского округа Сыпин).